# Kočečum
Kočečum (rusky Кочечум) je řeka v Krasnojarském kraji v Rusku. Je dlouhá 733 km. Povodí řeky má rozlohu 96 400 km². Je známá také pod jmény Kočečumo (rusky Кочечумо) a Kočečuma (rusky Кочечума).

## Průběh toku
Pramení na jižním okraji planiny Putorana. Protéká přes planinu Syverma. Ústí zprava do Dolní Tunguzky.

### Přítoky
- zprava – Embenčime, Těmbenči
- zleva – Turu

## Vodní režim
Zdrojem vody jsou sněhové a dešťové srážky. Zamrzá v říjnu a rozmrzá na konci května.

## Využití
U ústí leží vesnice Tura.